# Olga Fatiejewa
Olga Aleksandrowna Fatiejewa (ros. Ольга Александровна Фатеева), ur. 4 maja 1984 roku w Pawłohradzie) – rosyjska siatkarka, reprezentantka kraju. Gra na pozycji atakującej.
19 stycznia 2011 roku została zawodniczką Atomu Trefl Sopot. Po sezonie 2010/2011 wróciła do rodzimej ligi, do zespołu Dinamo Krasnodar. Od sezonu 2014/15 występowała w rosyjskiej Superlidze, w drużynie Dinamo Moskwa.

## Kariera
Fatiejewa rozpoczęła przygodę z seniorską siatkówką w Urałoczce Jekaterynburg. W latach 2007–2010 pomogła zespołowi zdobyć mistrzostwo Rosji. W 2011 została srebrną medalistką Mistrzostw Polski z Atomem Trefl Sopot. Ostatni sezon spędziła w Dinamie Krasnodar. W reprezentacji Rosji Olga Fatiejewa zdobyła mistrzostwo świata - w 2010 i srebrny medal World Grand Prix w latach 2003, 2006 i 2009. W czerwcu 2015 roku postanowiła zakończyć karierę sportową.

## Sukcesy klubowe
Mistrzostwo Rosji:
- 2001, 2002, 2008, 2010
- 2005, 2006, 2009, 2015
- 2013, 2014

Puchar Rosji:
- 2006, 2007

Puchar CEV:
- 2007

Liga Mistrzyń:
- 2008

Mistrzostwo Polski:
- 2011

## Sukcesy reprezentacyjne
World Grand Prix:
- 2003, 2006, 2009

Mistrzostwa Europy:
- 2005, 2007

Mistrzostwa Świata:
- 2010